# 올리버 그라우
올리버 그라우(독일어: Oliver Grau, 1965년 10월 24일~)는 독일의 예술사학자이자 미디어이론가로서 이미지 공학과 모더니티, 미디어 아트뿐만 아니라 19세기 문화와 르네상스시기의 이탈리아 예술 분야에 대해 주로 연구해왔다.

## 활동
올리버 그라우는 크렘스 도나우 대학교(Donau-Universität Krems)의 이미지학 교수이자 학과장을 역임하고 있다.
최근 저서로는 《가상 예술: 환영에서 몰입으로》(2003년, MIT 출판사, Leonardo Books 시리즈), 《Mediale Emotionen》(2005년, Fisher 출판사), 《미디어 아트의 역사》(2007년, MIT 출판사)등이 있다. 국제적으로 강사로 초대되어 강의하였으며 다수의 수상과 국제적인 출판 작업을 해오고 있다. 그의 저서는 최대 12개국의 언어로 번역되고 있다. 미디어 아트의 역사, 몰입형 가상 현실과 감성뿐 아니라 원격현전과 인공지능의 역사, 사상, 문화에 대해 주로 연구하고 있다.
그라우의 저서 《가상현실》은 최초로 이미지와 감상자 사이의 몰입 이론에 대한 역사적 비교를 제공하고 있다. 또한 디지털 아트의 조건 속에 놓인 예술가, 작품 그리고 감상자 3각 구도에 대한 구조적인 분석을 담고 있다. 이 연구는 미디어 환영의 혁명적인 역사에 대한 소설 모델과 연결점이 있다. 즉 미디어 환영이란 한편으로는 새로운 감각적 가능성으로 인해 발생하기도 하며 다른 한편으로는 감상자의 고립이 갖는 다양한 힘(미디어 능력)에 의해 생성되기도 한다.
그라우는 인문학/디지털 인문학을 위한 새로운 과학적 도구들을 연구해왔으며 독일 연구협회의 "몰입형 예술"이라는 프로젝트를 맡아 진행해왔다. 이 프로젝트 팀은 1998년 디지털 아트를 위한 최초의 국제 아카이브를 크렘스 도나우 대학교에 있는 오픈 소스를 기반으로 개발시켰으며 그 이후로 다수의 개별 프로젝트를 진행했다. 2000년 이래 DVA는 최초로 정기적으로 비디오 기록물을 스트리밍하는 온라인 아카이브가 되었다. 2005년 이후 그라우는 괴트바이크 그래픽 컬렉션의 데이터베이스 매니저를 맡고 있다. 괴트바이크 그래픽 컬렉션은 오스트리아의 최대 개인 소유 그래픽 컬렉션으로서 알브레히트 뒤러에서 구스타브 클림트에 이르는 3만점의 작품들을 보유하고 있다.
그라우는 이미지 공학분야의 새로운 국제적인 커리큘럼을 개발해왔다. 그가 개발한 학과목으로는 미디어 아트의 역사 MA 과정, 디지털 컬렉션 관리 전문가 프로그램, 전시 디자인, 시각 능력, 이미지 공학내의 박사 과정 등이 있다. 더욱이 도나우 대학교의 원격강의와 새로운 상호작용 형식의 강의 및 토론이 전 세계적으로 스트리밍 되기도 하였다.
함부르크, 시에나, 베를린에서의 연구와 박사 과정 이후 그라우는 베를린 훔볼트 대학교에서 강의 하였으며 일본과 미국의 리서치 랩에 초대되었다. 박사 강의 이후 2003년 하빌리타치온을 거친 후 세계 여러나라의 대학교에서 교수로 일해왔다. 또한 국제 교수 저널과 여러 협회의 고문관으로 활동해왔다. 그라우는 여러 컨퍼런스를 맡아왔으며 2005년 캐나다 Banff에서 열린 미디어 아트, 과학, 기술의 역사에 대한 최초의 국제 컨퍼런스인 Refresh!를 창설하였다. (2007년에는 베를린, 2009년에는 멜버른에서 열린다.)
그는 다음을 포함한 다수의 상을 수여했다.
- 2001년 베를린 브란덴부르크 과학 아카데미, 영 아카데미로 선정
- 2002년 괴테 인스티투트, 인터네이션
- 2003년 미국의 대중과학 잡지 <Scientific American>에서 이달의 책으로 선정
- 2003년 독일-이탈리아 Center Villa Vigoni, 리서치 기금 수여
- 2004년 훔볼트 대학교, 미디어 어워드

## 출판(발췌)
- 올리버 그라우(편집): <미디어 아트의 역사 Media Art Histories>, 2007, MIT출판사/ 레오나르도 북스 시리즈
- 올리버 그라우(편집): <Mediale Emotionen>, 2005, Fisher 출판사, 프랑크프루트/마인
- 올리버 그라우: <가상예술: 환영에서 몰입으로 Virtual Art: From Illusion to Immersion>, 2003, MIT 출판사/ 레오나르도 북스 시리즈
- 올리버 그라우: <가상예술의 데이터베이스: 확장된 개념의 기록을 위하여 The Database of Virtual Art: For an expanded concept of documentation>, 2003, 에꼴 드 루브르, 문화통신부, Proceedings, 파리
- 올리버 그라우: <원격현전 Telepräsenz: Zu Genealogie und Epistemologie von Interaktion und Simulation>, 2001, 프랑크푸르트/마인
- 올리버 그라우: <Zwischen Bildsuggestion und Distanzgewinn>, 2000
- 올리버 그라우: <삶의 새로운 이미지 New Images from Life>, 2000
- 올리버 그라우: <Hingabe an das Nichts: Der Cyberspace zwischen Utopie, Ökonomie und Kunst>, 1994